# Richard Jiří Prachner
Richard Jiří Prachner, také Richard Georg Prachner (1705 Dietfurt an der Altmühl, Bavorsko nebo Breitenbrunn–Gimpertshausen (Horní Falc) – 22. května 1782 Praha), byl český sochař a řezbář německého původu, činný v období pozdního baroka a rokoka, zakladatel třígenerační rodiny pražských sochařů, řezbářů a modelérů.  

## Život
Na přelomu 20. a 30. let 18. století přišel z Bavorska do Prahy. Dne 17. ledna roku 1731 se ve staroměstské radě prokázal domovským listem správce Paumanna z Dietfurtu a byl přijat za  měšťana Starého Města pražského, s bydlištěm v domě u Dobřenských. Poté byl přijat do staroměstského cechu sochařů. Poprvé se oženil roku 1733 s Reginou, s níž dal roku 1737 pokřtít prvorozeného (?) syna Jana Antonína (později fortifikačního stavitele) a roku 1739 dalšího syna, Tomáše Vincence. Podruhé se oženil 25. května 1760 s Annou Marií Müllerovou a za svědky jim šli sochař Josef Prachner a Eva Prachnerová (děti z prvního manželství?).

### Pokračovatelé
- Syn Jan Antonín Prachner (1737–1787) byl fortifikační inženýr, známý jako autor přestavby Buquoyského domu čp. 562/I v Celetné ulici pro Univerzitu Karlovu.
- Syn Petr Prachner (1747–1807) se vyučil v otcově dílně a společně s ním vytvořil některá díla, například sousoší Zvěstování pro Břevnovský klášter nebo výzdobu kazatelny v malostranském kostele sv. Mikuláše.
- Syn Valentin Prachner byl také sochařem v Praze a je doložen při svém sňatku roku 1772 a při pohřbu své manželky roku 1790.[4]
- Syn Jan Josef Prachner (1748–1792?) byl architektem a stavitelem, s otcem spolupracoval při realizaci kaple Libeňského zámečku.
- V rodinné sochařské tradici pokračoval také vnuk Václav Prachner (1784–1832).

## Dílo

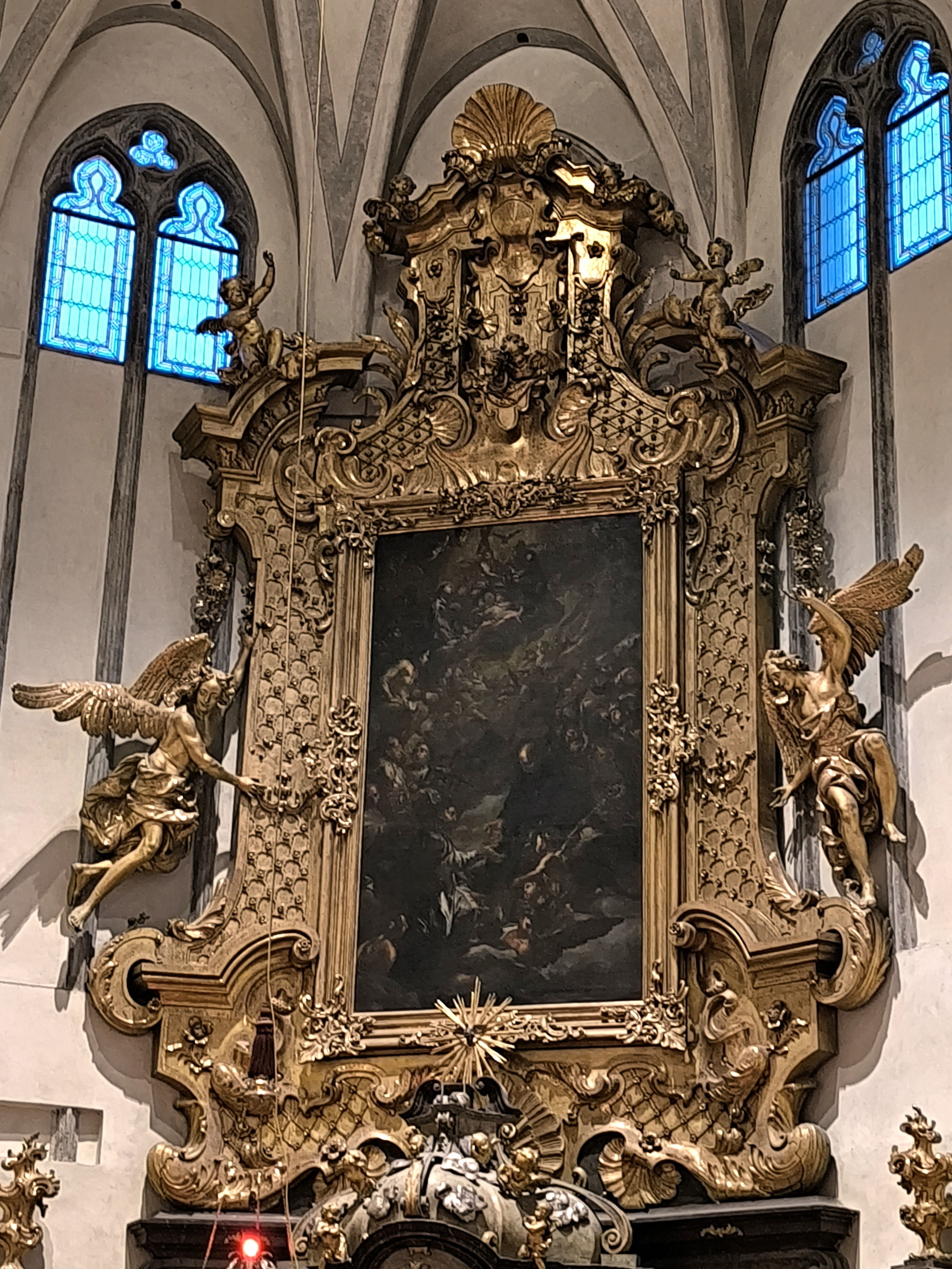
Hlavní oltář se sochami andělů v kostele Všech svatých na Pražském hradě, obraz Václav Vavřinec Reiner

- Čtyři dvojice andílků na bočních oltářích kostela Narození Páně v areálu Pražské Lorety
- Protějškové oltáře sv. Anny a sv. Jana Nepomuckého v kostele Všech svatých v Uhřiněvsi (1745)
- Sochy zábranského kostela Zvěstování Panny Marie[5] v Berouně (1749)
- Hlavní oltář kostela Všech svatých na Pražském hradě (1750)
- Chrámové lavice (1756) a oltář Panny Marie benediktinské se sochou poustevníka Vintíře (1757) v závěru klášterního chrámu sv. Markéty v Břevnově
- Sousoší Zvěstování pro Břevnovský klášter (1765–1770), z lipového dřeva, zapůjčen v expozici Národní galerie[6]
- Oltáře se sochami sv. Prokopa a sv. Vojtěcha v kostele svatého Prokopa v Sázavském klášteře[7]
- Sochy Panny Marie Immaculaty (1756) a sv. Jana Nepomuckého (1758) před kostelem sv. Františka křižovníků v Praze, datované chronogramy, ale nesignované. Autorství určili Oldřich J. Blažíček [8] a Emanuel Poche[9], oproti nim je P. Vlček připsal Janu Jiřímu Quitainerovi[10]
- Boční oltáře a výzdoba tří zpovědnic v dominikánském kostele svatého Jiljí na Starém Městě, kolem 1765
- Pracoval pravděpodobně také v dalších kostelech na Starém Městě pražském (sv. Jakuba, sv. Havla, sv. Salvátora, sv. Šimona a Judy)[11]
- Oltářní sochy a dřevořezby na kazatelně se sochou sv. Jana Křtitele, v kostele v Lánech[12]
- Hlavní oltář se sochami andělů v kostele Všech svatých na Pražském hradě
- Sochy na kazatelně kostela sv. Mikuláše v Praze na Malé Straněː Stětí sv. Jana Křtitele, Víra, Naděje a Láska, Křest Kristův a Kázání sv. Jana Křtitele – společně se synem Petrem
- Sochy v kostele v Líbeznicích, přenesené ze zrušeného kostela sv. Michaela v Praze na Starém Městě (70. léta)
- Sochy andělů a puttů z hlavního oltáře a dřevořezby kazatelny zámecké kaple Panny Marie v Libni (asi 1770)[13]